# Nelson Goerner
Nelson Goerner (ur. 1969 w San Pedro, prowincja Buenos Aires) – argentyński pianista. 

## Życiorys
Na fortepianie zaczął grać w wieku kilku lat. Ukończył studia w Konserwatorium w Buenos Aires i Konserwatorium w Genewie. Osiągnął sukcesy na kilku konkursach pianistycznych:
- Konkurs Pianistyczny im. Ferenca Liszta w Buenos Aires (1986) – I nagroda
- Międzynarodowy Konkurs Pianistyczny w Genewie (1990) – I nagroda
- XIII Międzynarodowy Konkurs Pianistyczny im. Fryderyka Chopina (1995) – wyróżnienie

Od połowy lat 90. XX wieku występuje w wielu krajach Europy, Azji i w obu Amerykach. Brał udział w pracach jurorów XVII i XVIII Międzynarodowego Konkursu Pianistycznego im. Fryderyka Chopina w Warszawie.

## Repertuar i dyskografia
Dysponuje bogatym repertuarem, w którym znajdują się utwory m.in. Fryderyka Chopina, Ludwiga van Beethovena, Roberta Schumanna, Ferenca Liszta, Ferruccio Busoniego, Siergieja Rachmaninowa i Leoša Janáčka. 
Nagrał wiele płyt, m.in. z muzyką Chopina (EMI, CD Accord Music Edition), Rachmaninowa, Liszta i Busoniego („Cascavelle Disques”). Jego płyty z muzyką Chopina („The Real Chopin” dla NIFC) i Claude'a Debussy'ego (Outhere/ZigZag Territoires) otrzymały nagrody Diapason d’Or.